# Shō Hashi
Shō Hashi (尚巴志, ur. 1371, zm. 1439) – pierwszy władca zjednoczonego Królestwa Riukiu, pierwotnie władca Chūzanu, który podbił królestwa Hokuzan i Nanzan, tworząc z nich jeden organizm państwowy. Rządził w latach 1422–1439. Jego nazwisko w czytaniu japońskim brzmi Shō Hashi, zaś w czytaniu chińskim - Shang Bazhi.
Hashi był aji (księciem) posiadłości Soshiki Mairi, powszechnie uważanym za sprawnego administratora, który zyskał na znaczeniu w początkach XV wieku. W roku 1404 obalił Buneia, króla Chūzanu, i osadził na tronie swojego ojca, Shishō. Faktycznym władcą państwa pozostał jednak Hashi. Natychmiast po przewrocie pałacowym wysłał misję do Chin celem zapewnienia Nankinu, że Riukiu pozostanie krajem trybutarnym Chin i że zależy mu na przyjaznych stosunkach i ożywionych kontaktach z kontynentem. Następnie przeprowadził reformę administracyjną, wzorując się na instytucjach chińskich; Chūzańczycy zaadaptowali też wiele elementów chińskiej kultury, co sprzyjało uznaniu ich przez Chińczyków za naród cywilizowany. 
Chociaż sąsiednie Hokuzan nie stanowiło zagrożenia gospodarczego czy politycznego, Hashi upatrywał w gusuku (zamku) Nakijin groźby militarnej i w roku 1419 armia Chūzanu pod dowództwem Hashiego zaatakowała i zdobyła twierdzę. Po zaciętej obronie król Hokuzanu wraz z najbliższymi wasalami popełnił samobójstwo. 
Rok po śmierci ojca w 1421 roku Hashi zwrócił się do dworu chińskiego o oficjalne uznanie jego panowania i inwestyturę, które też otrzymał. Aby nie budzić podejrzeń, Hashi podał się za kolejnego w linii władców prawowitego potomka obalonego króla Buneia. Dwór nadał mu nazwisko rodowe Shang (jap. Shō) i tytuł Liuqiu wang (Ryūkyū-ō, "król Riukiu").
Hashi na tym jednak nie poprzestał. Przejąwszy schedę po ojcu w 1422 i osadziwszy młodego brata na stanowisku naczelnika Hokuzanu, w roku 1429 podbił stolicę południowego królestwa Nanzan. W tym momencie dzieło zjednoczenia Okinawy dobiegło końca. Shō Hashi został pierwszym władcą Królestwa Riukiu i założycielem dynastii pierwszej dynastii Shō.